# Un témoin dans la ville
Pour plus de détails, voir Fiche technique et Distribution.
Un témoin dans la ville est un film policier de production franco-italienne, réalisé par Édouard Molinaro sorti en 1959.

## Synopsis
L'industriel Pierre Verdier se dispute avec sa maîtresse Jeanne avant de la tuer en la précipitant d'un train en marche. L'homme obtient un non-lieu au bénéfice du doute et repart libre. Quelques jours plus tard, Verdier rentre chez lui en voiture mais une collision sans gravité avec un autre automobiliste dans le Bois de Boulogne, le contraint à continuer à pied en pleine nuit. Au même moment, le mari de la victime, Ancelin, entre par effraction au domicile de Verdier 14, rue Saint-Claude dans le 17e. Déterminé à venger le meurtre de sa femme malgré le fait qu'elle l'ait trompé, Ancelin attend Verdier, qui arrive peu de temps après. Après avoir appelé un radio-taxi, Verdier se trouve face à face avec Ancelin, qui l'étrangle. Ancelin maquille son forfait en suicide en plaçant un nœud coulant autour du cou de sa victime. Alors qu'il quitte l'immeuble, Ancelin se heurte à Lambert, le chauffeur de radio-taxi venu chercher Verdier. Ancelin s'esquive, malgré l'insistance de Lambert qui croit d'abord avoir affaire à son client, avant de penser qu'il s'agit d'une erreur. Ancelin se ravise et revient pour éliminer un témoin gênant, mais le taxi s'éloigne. Il a cependant le temps de noter son numéro d'immatriculation.
Annulant un voyage, Ancelin s'installe dans une chambre d'hôtel et loue une Simca Aronde P60. Le patron du garage de location lui précise qu'il n'y a dans le réservoir que cinq litres d'essence ; ce dont Ancelin semble ne pas se soucier.
Il retrouve la trace de Lambert et le voit se rendre dans un café en compagnie de collègues et d'une opératrice des radio-taxi, Liliane, la fiancée de Lambert. Le couple prend le métro, suivi de près par Ancelin. Liliane descend la première. Ancelin est tenté de pousser Lambert sous une rame, mais il se ravise. Alors qu'Ancelin est posté devant le domicile du chauffeur de taxi, Liliane rend visite à Lambert avec un journal parlant du « suicide » de Verdier car elle sait que Lambert a été appelé à cette adresse cette nuit-là et qu'il s'est trouvé en face d'un inconnu. Elle insiste pour que Lambert aille à la police, mais celui-ci préfère ne pas s'en mêler.
Après plusieurs tentatives, un soir, Ancelin réussit à monter dans le taxi de Lambert en tant que client. Lambert reconnaît Ancelin à la lueur d'un briquet et décroche discrètement le téléphone qui le relie au standard des radio-taxis afin d'être entendu par le standard. Liliane, le directeur du service de taxis et une partie du personnel entendent avec angoisse la discussion entre Ancelin et Lambert. Après un petit tour de la ville, Lambert tente en vain de provoquer un accident. Ancelin le tire hors de la voiture, puis les répartitrices entendent un coup de feu.
Ignorant que la radio-téléphonie est toujours connectée, Ancelin monte dans le taxi de Lambert, qu'il vient de tuer, et quitte les lieux du crime. Le répartiteur en chef ordonne à tous les chauffeurs de poursuivre la voiture de Lambert. Des dizaines de voitures arrivent sur les lieux mais il s'échappe. Une des collègues de Lambert, Germaine, retrouve sa trace et le prend en chasse, mais Ancelin provoque un accident où cours duquel Germaine, blessée, perd connaissance.
Ancelin, également blessé, rejoint à pied sa voiture de location puis arrive à son hôtel, mais la réceptionniste, voyant des traces de sang, informe la police. A l'arrivée de celle-ci, Ancelin s'échappe par la fenêtre et s'enfuit en voiture. Cependant, les chauffeurs de taxi retrouvent sa trace. Après une autre collision avec un taxi, Ancelin ne peut plus conduire. Il se cache dans le Jardin d'acclimatation.
Là-bas, Raymond, un chauffeur de taxi  qui a trente ans de maison et qui a retrouvé sa trace lui tire dessus.
Ancelin s'écroule mais se débarrasse de Raymond et récupère son arme. Les chauffeurs de taxi, toujours guidés par le central téléphonique, le rattrapent et l'encerclent, tous phares allumés au milieu d'une place.
Ancelin refuse de se rendre et, brandissant son pistolet dont les munitions sont épuisées, provoque la riposte des tirs de la police sous lesquels il meurt.

## Fiche technique
- Titre original : Un témoin dans la ville
- Réalisation : Édouard Molinaro
- Scénario : Édouard Molinaro, Gérard Oury, Alain Poiré, Georges Tabet, Pierre Boileau et Thomas Narcejac
- Dialogues : Georges et André Tabet
- Musique : Barney Wilen, Kenny Dorham et Kenny Clarke
- Décors : Georges Lévy
- Photographie : Henri Decaë
- Son : Robert Biart
- Montage : Robert et Monique Isnardon
- Production : Alain Poiré et Henry Deutschmeister
- Directeur de production : Robert Sussfeld
- Sociétés de production : Société Nouvelle des Établissements Gaumont, Franco-London-Film, Paris Union Films, Zebra Film et Tempo Film
- Sociétés de distribution : Gaumont Distribution (France), Metro-Goldwyn-Mayer (Italie)
- Pays d’origine :  France,  Italie
- Langue originale : français
- Format : noir et blanc — 35 mm — 1,66:1 — son monophonique
- Genre : policier, drame, thriller
- Durée : 86 minutes
- Dates de sortie :
  - France et Italie : 6 mai 1959
- (fr) Classifications et visa CNC : mention « tous publics », visa d'exploitation no 21311 délivré le 27 avril 1959
- Affiche : Clément Hurel (France)

## Distribution
- Lino Ventura : Ancelin, un camionneur
- Sandra Milo : Liliane, la fiancée de Lambert, standardiste des radio-taxis
- Franco Fabrizi : Lambert, un radio-taxi de nuit témoin du meurtre
- Jacques Berthier : Pierre Verdier, un industriel, l'amant et l'assassin de Jeanne
- Daniel Ceccaldi : le client étranger du taxi
- Robert Dalban : Raymond, un chauffeur de taxi jovial, qui a trente ans de maison
- Micheline Luccioni : Germaine, une femme chauffeur de taxi
- Janine Darcey : la propriétaire de l'hôtel
- Jacques Monod : l'avocat de Verdier
- Michel Etcheverry : le juge d'instruction
- Jean Daurand : Bernard, un chauffeur de taxi habitué du café
- René Hell : "Grand-père"
- Jacques Jouanneau : le propriétaire du garage Magdebourg (location d'automobiles)
- Robert Gastel : Bob la Tenaille
- Paul Bisciglia :  un chauffeur de taxi
- Ginette Pigeon : Muriel, une prostituée
- Françoise Brion : Jeanne Ancelin, la maîtresse de Verdier
- Geneviève Cluny : la speakerine
- Rodolphe Marcilly : Léon
- Jean Lara : Monsieur Catherine, le directeur des radio-taxis
- Joëlle Janin : une standardiste
- Claire Nicole : une standardiste
- Martine Reichenbach : une standardiste
- Henri Belly : Louis, dit "Petit Louis"
- Gérard Darrieu : Pierre, un camionneur collègue d'Ancelin
- Charles Bouillaud : un chauffeur de taxi à l'ancienne, ami de Raymond
- Billy Kearns : le soldat américain client du taxi
- Dora Doll : une prostituée
- Michel Thomass : le client de la prostituée
- Sacha Briquet : le client du strip-tease éméché
- Micheline Gary : une cliente brune de Lambert
- Henri Marteau : le client amoureux
- Rodolphe Marcilly : Léon
- Paul Pavel : l'inspecteur Pécharel
- Édouard Francomme : un passager du métro
- Jean Valmence : l'homme à la Cadillac blanche décapotable
- Nicole Alexandre : une standardiste
- Dany Jacquet
- Jacques Mancier
- André Dumas
- Bruno Balp : Barnum, le concierge
- Jean-Jacques Steen : un gendarme
- Alain Nobis : l'auteur de l'accident avec Verdier
- Michèle Verez : une standardiste
- Chantal Deberg : une standardiste
- Martine Moreau : une standardiste
- Louisette Chaufaille : une standardiste
- Bernard Charlan : un bistrot
- Guy Piérauld (ou Pierrauld): le portier de la boîte de strip-tease rue Pigalle
- Jimmy Perrys : un bistrot
- Jacques Préboist : un voyageur du métro
- Jean Ferrat : un voyageur du métro
- Albert Daumergue : un voyageur du métro
- Lucien Desagneaux : un chauffeur

## Un hymne à la 403 Peugeot
Ce film gravite largement autour de la corporation des chauffeurs de taxis parisiens. Lorsque l'un des leurs est assassiné, ils se mobilisent en masse pour retrouver l'assassin, et c'est un ballet de 403 Peugeot lancées à toute allure dans les rues de la capitale afin de faire justice. À l'époque du film, les taxis étaient très largement équipés de 403 (sorties en 1955), très vite connues pour leur robustesse héritée de celle de leur aînée la 203[réf. nécessaire]. Ici, elles sont traitées sur un mode héroïque, voire sacrificiel, et elles seront l'instrument du dénouement spectaculaire, tous phares braqués sur le criminel agonisant.

## Sortie et accueil

### Box-office
Sorti le 6 mai 1959 dans une combinaison de départ de vingt-trois salles, Un témoin dans la ville connaît un démarrage correct avec plus de 143 000 entrées la semaine de sa sortie, le hissant en troisième place du box-office. Néanmoins, le long-métrage peine à se stabiliser se contentant de totaliser près de 152 000 entrées durant les trois semaines suivantes, l'approchant des 300 000 entrées depuis sa sortie. Pendant trois mois à l'été 1959, le film n'apparaît pas dans le top 30 hebdomadaire, avant d'y revenir de manière irrégulière entre le 30 septembre et le 27 octobre 1959, où il atteint le seuil maximal de salles dans l'année de sa sortie et lui permettant de frôler les 700 000 entrées.
Pour sa première année d'exploitation, Un témoin dans la ville totalise 881 003 entrées, le classant à la 71e place du box-office annuel de 1959. L'année suivante, le film continue son exploitation de manière limitée avec 304 430 entrées supplémentaires, portant le cumul à 1 185 433 entrées. En fin d'exploitation, le long-métrage termine avec un total de 1 442 612 entrées en France, dont 289 457 entrées sur Paris.
| Semaine                                                                                     | Semaine                        | Rang | Entrées | Cumul   | Salles | no 1 du box-office hebdo.   |
| ------------------------------------------------------------------------------------------- | ------------------------------ | ---- | ------- | ------- | ------ | --------------------------- |
| 1                                                                                           | 6 au 12 mai 1959               | 3    | 143 399 | 143 399 | 23     | Marie-Octobre               |
| 2                                                                                           | 13 au 19 mai 1959              | 15   | 55 028  | 198 427 | 20     | Archimède le clochard       |
| 3                                                                                           | 20 au 26 mai 1959              | 10   | 59 327  | 257 754 | 20     | La Loi                      |
| 4                                                                                           | 27 mai au 2 juin 1959          | 17   | 37 329  | 295 083 | 13     | Les Dix Commandements       |
| 5                                                                                           | 3 au 9 juin 1959               | NC   | NC      | NC      | NC     | Les Dix Commandements       |
| 6                                                                                           | 10 au 16 juin 1959             | 11   | 33 083  | 332 989 | 6      | L'Increvable                |
| Entre le 17 juin au 29 septembre 1959, le film ne figure pas dans le top 30 hebdomadaire.   |                                |      |         |         |        |                             |
| 22                                                                                          | 30 septembre au 6 octobre 1959 | 18   | 52 862  | 507 646 | 15     | Babette s'en va-t-en guerre |
| 23                                                                                          | 7 au 13 octobre 1959           | NC   | NC      | NC      | NC     | Babette s'en va-t-en guerre |
| 24                                                                                          | 14 au 20 octobre 1959          | 9    | 88 196  | 625 002 | 29     | Babette s'en va-t-en guerre |
| 25                                                                                          | 21 au 27 octobre 1959          | 13   | 74 262  | 699 264 | 28     | Archimède le clochard       |
| Entre le 28 octobre au 31 décembre 1959, le film ne figura pas dans le top 30 hebdomadaire. |                                |      |         |         |        |                             |